# Nowiny (rejon oszmiański)
Nowiny – dawna wieś i folwark. Tereny, na których były położone, leżą obecnie na Białorusi, w obwodzie grodzieńskim, w rejonie oszmiańskim, w sielsowiecie Kamienny Łuh.

## Historia
W czasach zaborów wieś w gminie Polany, w powiecie oszmiańskim, w guberni wileńskiej Imperium Rosyjskiego. W 1866 roku liczyła 30 mieszkańców w 2 domach. W 1905 roku liczyły 25 mieszkańców, 36 dziesięcin.
W latach 1921–1945 folwark i wieś leżały w Polsce, w województwie wileńskim, w powiecie oszmiańskim, w gminie Polany.
W 1931:
- wieś w 3 domach zamieszkiwało 20 osób[3].
- folwark w 1 domu zamieszkiwało 12 osób[3].

Wierni należeli do parafii rzymskokatolickiej w Murowanej Oszmiance. Miejscowość podlegała pod Sąd Grodzki w Oszmianie i Okręgowy w Wilnie; właściwy urząd pocztowy mieścił się w Murowanej Oszmiance.